# Архијерејско намјесништво добојско
Архијерејско намесништво добојско сачињава одређени број црквених општина и парохија Српске православане цркве у Епархије зворничко-тузланске, под надзором архијерејског намесника у Граду Добоју седиште намјесништва је Црква Светих апостола Петра и Павла у Добоју.
Архијерејско намјесништво добојско према посљедњој регулацији Епархије зворничко-тузланске од 18. септембра 2013. године чине: 31 црквена општина и 26 парохија са 22 парохијска свештеника. Архијерејски намјесник је протојереј-ставрофор Мирко Николић.

## Парохије, седиште и области
| Парохија       | Седиште парохије                                   | Области |
| -------------- | -------------------------------------------------- | --- |
| Прва добојска  | Добој Црква Светих апостола Петра и Павла у Добоју | - Ул. Краља Драгутина, Николе Пашић, Војводе Степе, Војводе Мишића, Колубарска, Солунских добровољаца, те дио насеља Баре и дио села Плочник. |
| Друга добојска | Добој Црква Светих апостола Петра и Павла у Добоју | - Ул. Карађорђева (дио улице), Кнегиње Милице, Српских соколова (дио улице), Краља Драгутина (дио улице), Војводе Степе (дио улице), Војводе Мишића (дио улице), Колубарска (дио улице), Солунских добровољаца (дио улице), Краља Александра (дио улице), Поп-Љубина, Горњи Шушњари, Крњинска, Алексе Видаковића, Требавска, Крњинских српских бригада (дио улице), дио насеља Баре и дио села Плочник. |
| Трећа добојска | Добој Црква Светих апостола Петра и Павла у Добоју | - Дијелови улица Карађорђеве, Николе Пашића, Ћупријске, Краља Драгутина, Српских соколова, Кнегиње Милице и Српских крњинских бригада. Поред наведених улица, ову парохију чине и дијелови приградских насеља Баре и Шушњари. |

## Храмови у парохијама
| Парохија                 | Храмови |
| ------------------------ | --- |
| Прва парохија            | Добој Црква рођења пресвете Богородице у Добоју - Ул. Николе Тесле, Кнеза Милоша, Усорске, Југ-Богдана, Цељске, Светога Саве, Николе Пашића, Краља Твртка, Краља Петра Првог и Ћупријске. |
| Друга парохија           | Добој Црква рођења пресвете Богородице у Добоју - Ул. Југ-Богдана, Добојских бригада, Цељске, Филипа Вишњића, Цара Душана, Војводе Синђелића, Светога Саве, Краља Твртка, Краља Петра Првог, Краља Драгутина, Ћупријске. |
| Трећа парохија           | Добој Црква рођења пресвете Богородице у Добоју - Ул. Видовданске, Кнеза Лазара, Цара Душана, Хиландарске, Светога Саве, Немањине, Рашке, Меше Селимовића. |
| Четврта парохија         | Добој Црква рођења пресвете Богородице у Добоју - Ул. Светог Саве, Немањина, Видовданска, Милоша Обилића, Браће Југовића, Краља Драгутина, Карађорђева, Краља Петра Првог, Крља Александра, Филипа Вишњића, поп Љубинка, Ослободилачка, Озренска и Николе Пашића.                                                                                               |
| Бољаничка                | Бољанић Црква Свете Тројице (Бољанић) - Село Бољанић и Конопљиште. |
| Бочињска                 | Горња Бочиња Храм Преподобне мати Параскеве - Свете Петке у Бочињи - Села: Долац, Горња Бочиња, Доња Бочиња и Бакотић, те засеоци Јошавац и Близна. |
| Великобуковичка прва     | Велика Буковица Храм Светих апостола Петра и Павла у Великобуковичким Лужанима - Лужани, Трњачани, Брђани, Аеродрум, Орашац, Ристића Гај, Трново 1 и 2 у Которском и дио Руданке. |
| Великобуковичка друга    | Велика Буковица Храм Светог пророка Илије у Великој Буковици - Грабовица, дио Мале Буковице (до пружног прелаза), те засеоци Руданка, Јазина и Улер. |
| Грачаничка               | Грачаница (Тузлански кантон) Храм Вазнесења Господњег у Грачаници - Грачаница и села: Лендићи, Горња Лохиња, Доња Лохиња, Текућица и Суво Поље. |
| Доњопалежничка           | Палежница Доња (Добој) Храм Светог пророка Илије у Доњој Палежници - Села Доња Палежница. |
| Карановачко - сочковачка | Карановац (Петрово) Храм Светог пророка Илије у Карановцу - Село Карановац и Сочковац. |
| Кладарска                | Кладари (Добој) Црква Рођења Пресвете Богородице у Кладарима - Село Кладари-Велика Буковица. |
| Кожушка                  | Кожухе Храм Светог пророка Илије у Кожухама - Села Кожухе и Скиповац. |
| Липачко - придјелска     | Липац Храм Свете великомученице Недеље у Липцу - Село Липац са засеоком Јошава и село Доњи Придјел. |
| Маглајска                | Маглај Црква Светог пророка Илије у Маглају - Маглај са насељима Мисурићи, Омердино Поље и Бијела Плоча, са селима: Рјечица, Парница, Јабланица, Пољице, Чусто Брдо, Ошве, Радојчићи и Крсно Поље. |
| Осјечанска               | Осјечани Доњи Храм Ваведења Пресвете Богородице у Доњим Осјечанима - Села Горњи Осјечани (засеоци: Брђани, Поточани, Слатина и Васићи), Горња Палежница (заселак Седле), Бушлетић (Церов Гај до Мусиног потока), Осјечанске Чивчије, Порјечје и Доњи Осјечани (засеоци: Орозовића Брдо, Пољаци, Кузмановићи, Чакаревићи до Микића пута и дио Брдских Вратница). |
| Пољичко - костајничка    | Костајница (Добој) Храм Преподобног Сисоја Великог у Гаврићима - Село Гаврићи са насељем Пољице, Улица устаничка у граду Добоју и село Горња Костајница. |
| Раковачка                | Доњи Раковац (Маглај) Црква Силаска Светог Духа на апостоле у Доњем Раковцу - Село Карановац и Сочковац. |
| Српско - грапска         | Костајница (Добој) Храм Вазнесења Господњег у Српској Грапској - Села Доња Грапска са засеоцима Товира и Прањковци, село Бушлетић и село Доња Костајница. |
| Стријежевичка            | Доња Пакленица Храм Рођења Пресвете Богородице у Стријежевици - Села: Стријежевица, Осојница, Горња Пакленица, Доња Пакленица и засеоци Јабучић Поље и Трбук. |
| Усорска                  | Град Добој Храм Светог Василија Острошког у Усори - Дио града Добоја и то Улица добојских бригада и дијелови сљедећих улица: Николе Тесле од бр. 116 до бр. 163; Рашке од бр. 27 до бр. 140; Милоша Обилића од бр. 160 до бр. 295 и Видовданске од бр. 104 до бр. 224 (само парни бројеви).                                                                     |
| Становска                | Станови Храм Рођења Светог Јована Крститеља у Становима - Села: Станови, Мала Буковица, Љескове Воде и Тисовац. |
| Прва парохија            | Станари Храм Свете Петке Параскеве у Станарима - Станари са селима Доња и Горња Остружња и Рашковци. |
| Друга парохија           | Станари Храм Васкрсења Христовог у Станарима - Станари са селима Доња и Горња Остружња и Рашковци. |

#### Списак православних верских објеката и места у коме се налазе
| Ред. бр. | Име православног верског објекта                               | Место                        |
| -------- | -------------------------------------------------------------- | ---------------------------- |
| 1.       | Црква Светих апостола Петра и Павла у Добоју                   | Добој                        |
| 2.       | Црква рођења пресвете Богородице у Добоју                      | Добој                        |
| 3.       | Црква Свете Тројице (Бољанић)                                  | Бољанић                      |
| 4.       | Храм Преподобне мати Параскеве - Свете Петке у Бочињи          | Горња Бочиња                 |
| 5.       | Храм Светих апостола Петра и Павла у Великобуковичким Лужанима | Велика Буковица              |
| 6.       | Храм Светог пророка Илије у Великој Буковици                   | Велика Буковица              |
| 7.       | Храм Вазнесења Господњег у Грачаници                           | Грачаница (Тузлански кантон) |
| 8.       | Храм Светог пророка Илије у Доњој Палежници                    | Палежница Доња (Добој)       |
| 9.       | Храм Светог пророка Илије у Карановцу                          | Карановац (Петрово)          |
| 10.      | Храм Рођења Пресвете Богородице у Кладарима                    | Кладари (Добој)              |
| 11.      | Храм Светог пророка Илије у Кожухама                           | Кожухе                       |
| 12.      | Храм светог Григорија Чудотворца у Сјениној Ријеци             | Сјенина Ријека               |
| 13.      | Храм Покрова Пресвете Богородице у Скиповцу                    | Скиповац Горњи (Добој)       |
| 14.      | Храм Преподобног Сисоја Великог у Палежници Горњој             | Палежница Горња              |
| 15.      | Храм Свете великомученице Недеље у Липцу                       | Липац                        |
| 16.      | Храм Светог пророка Илије у Маглају                            | Маглај                       |
| 17.      | Храм Ваведења Пресвете Богородице у Осјечанима Доњим           | Осјечани Доњи                |
| 18.      | Храм Светог Василија Острошког у Осјечанима Горњим             | Осјечани Горњи               |
| 19.      | Храм Преподобног Сисоја Великог у Гаврићима                    | Костајница (Добој)           |
| 20.      | Храм Силаска Светог Духа на апостоле у Доњем Раковцу           | Доњи Раковац (Маглај)        |
| 21.      | Храм Вазнесења Господњег у Српској Грапској                    | Костајница (Добој)           |
| 22.      | Храм Свете Петке Параскеве у Станарима                         | Станари                      |
| 22.      | Храм Васкрсења Христовог у Станарима                           | Станари                      |
| 23.      | Храм Рођења Светог Јована Крститеља у Становима                | Станови                      |
| 24.      | Храм Рођења Пресвете Богородице у Стријежевици                 | Стријежевица                 |
| 25.      | Храм Светог Василија Острошког у Усори                         | Град Добој                   |
| 26.      | Манастир Озрен - Задужбина Немањића                            | Калуђерица (Петрово)         |